# Ryūji Sugimoto
Ryūji Sugimoto (jap. 杉本 竜士; * 1. Juni 1993 in Fuchū, Präfektur Tokio) ist ein ehemaliger japanischer Fußballspieler.

## Karriere
Ryūji Sugimoto erlernte das Fußballspielen in der Jugendmannschaft von Tokyo Verdy. Der Verein aus der Präfektur Tokio spielte in der zweiten Liga, der J2 League. Hier unterschrieb er 2012 auch seinen ersten Vertrag. Bis 2016 absolvierte er insgesamt 88 Zweitligaspiele. Von Juli 2013 bis Januar 2014 wurde er an den Viertligisten Machida Zelvia nach Machida ausgeliehen. 2017 wechselte er von Verdy zum Ligakonkurrenten Nagoya Grampus nach Nagoya. Mit Nagoya wurde er am Ende der Saison 2017 Tabellendritter und stieg somit in die erste Liga auf. Nach dem Aufstieg verließ er den Club und schloss sich dem Zweitligisten Tokushima Vortis an. Für den Club aus Tokushima absolvierte er 61 Zweitligaspiele. Anfang 2020 nahm ihn der Erstligist Yokohama F. Marinos aus Yokohama unter Vertrag. Von August 2020 bis Saisonende wurde er an den Ligakonkurrenten Yokohama FC ausgeliehen. Für den Klub stand er fünfmal in der ersten Liga auf dem Spielfeld. Nach Ende der Ausleihe wurde er vom Yokohama FC im Februar 2021 fest unter Vertrag genommen. Im Juli 2021 wechselte er in die Zweite Liga. Hier schloss er sich seinem ehemaligen Verein Tokyo Verdy an. Ende Juli 2023 wechselte er auf Leihbasis nach Kusatsu zum Zweitligisten Thespakusatsu Gunma. Hier bestritt er 14 Ligaspiele. Nach der Ausleihe wurde Sugimoto im Februar 2024 fest von Thespakusatsu unter Vertrag genommen. Am Ende der Saison 2024 musste er mit dem Verein als Tabellenletzter den Weg in die Drittklassigkeit antreten. Nach dem Abstieg beendete er seine Karriere als Fußballspieler.